# Saint-Arey
Saint-Arey is een gemeente in het Franse departement Isère (regio Auvergne-Rhône-Alpes) en telt 79 inwoners (2009). De plaats maakt deel uit van het arrondissement Grenoble.

## Geografie
De oppervlakte van Saint-Arey bedraagt 6,6 km², de bevolkingsdichtheid is dus 12 inwoners per km².
De onderstaande kaart toont de ligging van Saint-Arey met de belangrijkste infrastructuur en aangrenzende gemeenten.

## Demografie
Onderstaande figuur toont het verloop van het inwonertal (bron: INSEE-tellingen).